# مونتيري بارك (كاليفورنيا)
مونتيري بارك (بالإنجليزية: Monterey Park)‏ هي إحدى مدن مقاطعة لوس أنجليس، كاليفورنيا. تم إعطاءها لقب مدينة في 29 مايو، 1916.

## التركيبة السكانية
حدّد مكتب تعداد الولايات المتحدة بيانات التركيبة السكانية لمونتيري بارك في تعداد الولايات المتحدة. في ما يلي، التركيبة السكانية حسب تعدادي 2000 و2010.

### تعداد عام 2000
بلغ عدد سكان مونتيري بارك 60,051 نسمة بحسب تعداد عام 2000، وبلغ عدد الأسر 19,564 أسرة وعدد العائلات 15,246 عائلة مقيمة في المدينة. في حين سجلت الكثافة السكانية 2,998.1 نسمة لكل كيلومتر مربع (7,765.0/ميل2). وبلغ عدد الوحدات السكنية 20,209 وحدة بمتوسط كثافة قدره 1,008.9 لكل كيلومتر مربع (2,613.0/ميل2).
وتوزع التركيب العرقي للمدينة بنسبة 21.29% من البيض و0.38% من الأمريكيين الأفارقة و0.65% من الأمريكيين الأصليين و61.82% من الأمريكيين ذوي الأصول الآسيوية و0.06% من سكان جزر المحيط الهادئ و12.45% من الأعراق الأخرى و3.35% من عرقين مختلطين أو أكثر و28.91% من الهسبانيون أو اللاتينيون من أي عرق.
بلغ عدد الأسر 19,564 أسرة كانت نسبة 36% منها لديها أطفال تحت سن الثامنة عشر تعيش معهم، وبلغت نسبة الأزواج القاطنين مع بعضهم البعض 55.4% من أصل المجموع الكلي للأسر، ونسبة 15.8% من الأسر كان لديها معيلات من الإناث دون وجود شريك،  بينما كانت نسبة 6.8% من الأسر لديها معيلون من الذكور دون وجود شريكة وكانت نسبة 22.1% من غير العائلات. تألفت نسبة 17.3% من أصل جميع الأسر من عدة أفراد يعيشون في نفس المنزل ونسبة 8.7% كانت تتألف من شخص يعيش بمفرده يبلغ من العمر 65 عاماً أو أكثر. وبلغ متوسط حجم الأسرة المعيشية 3.06، أما متوسط حجم العائلات فبلغ 3.43.
بلغ العمر الوسطي للسكان 38.4 عاماً. وكانت نسبة 21.2% من القاطنين تحت سن الثامنة عشر، وكانت نسبة 8.3% بين الثامنة عشر والرابعة والعشرين عاماً، ونسبة 30.1% كانت واقعةً في الفئة العمرية ما بين الخامسة والعشرين والرابعة والأربعين عاماً، ونسبة 22.2% كانت ما بين الخامسة والأربعين والرابعة والستين، ونسبة 17.7% كانت ضمن فئة الخامسة والستين عاماً فما فوق. يوجد لكل 100 أنثى 92.3 ذكر، ويوجد لكل 100 أنثى في الثامنة عشر من عمرها فما فوق 89.2 ذكر.
بلغ متوسط دخل الأسرة في المدينة 43,813 دولارًا، أما متوسط دخل العائلة فبلغ 46,905 دولارًا. وكان متوسط دخل الذكور 35,830 دولارًا مقابل 30,375 دولارًا للإناث. وسجل دخل الفرد الخاص بالمدينة 18,007 دولارًا. وكانت نسبة 10.6% من العائلات ونسبة 13.5% من السكان تحت خط الفقر، وكان من هؤلاء نسبة 19.7% تحت سن الثامنة عشر ونسبة 8.3% في الخامسة والستين من العمر وما فوق.

### تعداد عام 2010
بلغ عدد سكان مونتيري بارك 60,269 نسمة بحسب تعداد عام 2010، وبلغ عدد الأسر 19,963 أسرة وعدد العائلات 15,241 عائلة مقيمة في المدينة. في حين سجلت الكثافة السكانية 3,008.9 نسمة لكل كيلومتر مربع (7,793.0/ميل2). وبلغ عدد الوحدات السكنية 20,850 وحدة بمتوسط كثافة قدره 1,040.9 لكل كيلومتر مربع (2,695.9/ميل2).
وتوزع التركيب العرقي للمدينة بنسبة 19.38% من البيض و0.42% من الأمريكيين الأفارقة و0.40% من الأمريكيين الأصليين و66.87% من الأمريكيين ذوي الأصول الآسيوية و0.05% من سكان جزر المحيط الهادئ و9.99% من الأعراق الأخرى و2.89% من عرقين مختلطين أو أكثر و26.91% من الهسبانيون أو اللاتينيون من أي عرق.
بلغ عدد الأسر 19,963 أسرة كانت نسبة 31.6% منها لديها أطفال تحت سن الثامنة عشر تعيش معهم، وبلغت نسبة الأزواج القاطنين مع بعضهم البعض 52.8% من أصل المجموع الكلي للأسر، ونسبة 16.2% من الأسر كان لديها معيلات من الإناث دون وجود شريك،  بينما كانت نسبة 7.3% من الأسر لديها معيلون من الذكور دون وجود شريكة وكانت نسبة 23.7% من غير العائلات. تألفت نسبة 18.2% من أصل جميع الأسر من عدة أفراد يعيشون في نفس المنزل ونسبة 10.1% كانت تتألف من شخص يعيش بمفرده يبلغ من العمر 65 عاماً أو أكثر. وبلغ متوسط حجم الأسرة المعيشية 3.01، أما متوسط حجم العائلات فبلغ 3.37.
بلغ العمر الوسطي للسكان 43.1 عاماً. وكانت نسبة 18.1% من القاطنين تحت سن الثامنة عشر، وكانت نسبة 8.6% بين الثامنة عشر والرابعة والعشرين عاماً، ونسبة 25.9% كانت واقعةً في الفئة العمرية ما بين الخامسة والعشرين والرابعة والأربعين عاماً، ونسبة 28% كانت ما بين الخامسة والأربعين والرابعة والستين، ونسبة 19.3% كانت ضمن فئة الخامسة والستين عاماً فما فوق. وتوزع التركيب الجنسي للسكان بنسبة 48% ذكور و52% إناث.

## أعلام
- بوب ماكي
- ويليام روبنسون
- تيموثي لين
- فانيا كينغ
- إيلي كاوامورا
- روبرت إس. لانكستر
- إدوارد جاي هوغن
- دينك أوبراين
- سينثيا ماكجريجور